# Knotenberg
Knotenberg är ett berg i Österrike.   Det ligger i distriktet Spittal an der Drau och förbundslandet Kärnten, i den centrala delen av landet, 290 km sydväst om huvudstaden Wien. Toppen på Knotenberg är 2 216 meter över havet, eller 142 meter över den omgivande terrängen. Bredden vid basen är 0,84 km.
Terrängen runt Knotenberg är bergig söderut, men norrut är den kuperad. Närmaste större samhälle är Obervellach, 18,4 km norr om Knotenberg. 
I omgivningarna runt Knotenberg växer i huvudsak blandskog. Runt Knotenberg är det ganska glesbefolkat, med 29 invånare per kvadratkilometer.